# Loptarka
Loptarka (lat. Pilularia), biljni rod iz razreda pravih paprati kojem pripada sedam vrsta vodenih trajnica iz porodice raznorotkovki, red nepačkolike (Salviniales). 
Rod je raširen po svim kontinentima, a u Hrvatskoj su poznate vrste sitna loptarka (Pilularia minuta; kritično ugrožena) i Pilularia globulifera, u narodnom jeziku nazivana loptarka. Godine 2023. otkrivena je nova vrsta u Etiopiji.

## Vrste
1. Pilularia americana A.Br.
2. Pilularia bokkeveldensis N.R.Crouch
3. Pilularia dracomontana N.R.Crouch & Wesley-Sm.
4. Pilularia ethiopica Eb.Fisch., Killmann, Mark.Ackermann & Yeshitela
5. Pilularia globulifera L.
6. Pilularia minuta Durieu
7. Pilularia novae-hollandiae A.Braun

## Sinonimi
- Calamistrum (L.) Kuntze; Revis. Gen. Pl. 2: 822 (1891) (nom. superfl.)